# Maciej Klima (polityk)
Maciej Klima (ur. 25 stycznia 1959 w Staniątkach) – polski polityk i lekarz, w latach 2006–2007 wojewoda małopolski, senator VII i VIII kadencji.

## Życiorys
W 1987 ukończył studia na Wydziale Lekarskim Akademii Medycznej w Krakowie, uzyskał następnie specjalizację drugiego stopnia z zakresu chorób wewnętrznych. Do 1989 pracował w Zakładzie Opieki Zdrowotnej w Krakowie Podgórzu, następnie m.in. w Collegium Medicum Uniwersytetu Jagiellońskiego. Od 1998 do 2006 był zatrudniony w Szpitalu Uniwersyteckim, w 2006 pełnił funkcję dyrektora Małopolskiego Centrum Zdrowia Publicznego w Krakowie. W latach 2006–2007 zajmował stanowisko wojewody małopolskiego.
W wyborach parlamentarnych w 2007 został wybrany na senatora z listy Prawa i Sprawiedliwości w okręgu tarnowskim, otrzymując 104 393 głosy. Zasiadł w Komisji Spraw Emigracji i Łączności z Polakami za Granicą, od 11 kwietnia 2008 przewodniczył Komisji Obrony Narodowej. W wyborach w 2011 z powodzeniem ubiegał się o reelekcję, w nowym okręgu jednomandatowym dostał 51 013 głosów. W nowej kadencji przystąpił do KP Solidarna Polska, a w 2012 do nowo powstałej partii o tej nazwie (zasiadał w jej zarządzie). W marcu 2014 zrezygnował z członkostwa w klubie i w partii, w maju tegoż roku powrócił do KP PiS. Nie wystartował w wyborach parlamentarnych w 2015.